# MDC1
MDC1（mediator of DNA damage checkpoint 1）は、ヒトでは6番染色体短腕（p）に位置するMDC1遺伝子にコードされる、2080アミノ酸からなるタンパク質である。MDC1はS期内チェックポイントとG2/M期チェックポイントの調節因子であり、DNA損傷部位へ修復タンパク質をリクルートする。また、がん抑制タンパク質p53と結合し、細胞生存運命の決定にも関与する。このタンパク質はNFBD1（nuclear factor with BRCT domain 1）という別名でも知られる。

## 機能

### DNA損傷応答における役割
MDC1はDNA損傷応答経路の一部を構成する。DNA損傷応答経路は、真核生物が損傷したDNA、具体的には電離放射線や染色体異常誘発物質によって引き起こされたDNA二本鎖切断に応答する機構である。哺乳類細胞では、DNA損傷応答はキナーゼや、キナーゼをリン酸化標的へとリクルートするメディエーター/アダプターのネットワークによって構成され、これらの因子が共に機能することでDNA損傷を検出し、修復機構へシグナルを送り、細胞周期チェックポイントが活性化される。DNA損傷応答におけるMDC1の役割は、DNA損傷部位において他のDNA損傷応答タンパク質との複合体形成を媒介するメディエーター/アダプターとして、そしてPSTドメインを介してDNA損傷を修復する因子として機能する。
細胞が電離放射線に曝露するとクロマチンは二本鎖切断損傷を受ける場合があり、その場合にはMRN複合体が損傷DNAのヒストンH2AXへATMキナーゼをリクルートすることでDNA損傷応答が開始される。ATMはH2AXのC末端をリン酸化し（リン酸化されたH2AXは一般的にγH2AXと表記される）、γH2AXはDNA損傷部位を示すエピジェネティックな標識となる。MDC1のSDTドメインはCK2によってリン酸化され、他のMRN複合体への結合が可能となる。MDC1はBRCTドメインを介してγH2AXに結合することでDNA損傷を検知し、結合したMRN複合体をDNA損傷部位へもたらすことでATMキナーゼのリクルートと保持を促進する。こうしてリクルートされたATMキナーゼはMDC1のTQXFドメインをリン酸化し、E3ユビキチンリガーゼであるRNF8のリクルートを可能にする。RNF8は二本鎖切断部位近傍のヒストンをユビキチン化し、DNA損傷応答経路の他の因子によって損傷部位周辺のクロマチンのさらなるユビキチン化が開始される。こうしたDNA損傷応答因子が集合し、リン酸化・ユビキチン化ヒストンが局所的に増加した状態はDNA damage fociもしくはionizing radiation-induced fociと呼ばれ、MDC1の主要な役割はこのDNA damage fociの形成を調整することである。MDC1は、DNA損傷に応答したS期内チェックポイントとG2/M期チェックポイントの活性化に必要である。

### アポトーシスにおける役割
MDC1は、がん抑制タンパク質p53のアポトーシス活性を直接阻害することで抗アポトーシス作用を示す。DNA損傷によってATMキナーゼとChk2によるp53のセリン15番と20番のリン酸化が引き起こされ、p53がE3ユビキチンリガーゼMDM2から解離して活性化・安定化されることでアポトーシスは誘導される。MDC1は2通りの方法でp53を阻害し、抗アポトーシス活性を示す。まず、MDC1はBRCTドメインを介してp53のN末端に結合し、p53のトランス活性化ドメインを遮断する。また、MDC1はp53のアポトーシス活性に必要なセリン15番残基のリン酸化レベルを低下させることで、p53を不活性化する。肺がん細胞株（A549細胞）で行われた研究では、siRNAによってMDC1タンパク質レベルを低下させることで、遺伝毒性物質に応答したアポトーシスが増加することが示されている。

### MDC1の喪失の影響
ヒト細胞でのsiRNAを用いた研究やノックアウトマウスでの研究からは、MDC1タンパク質の阻害や喪失によって細胞・個体レベルでいくつかの欠陥が生じることが示されている。MDC1遺伝子を欠くマウスは野生型マウスよりも小さく、オスは不妊であり、放射線感受性が高く、腫瘍の易罹患性を示す。MDC1ノックアウトマウスの細胞やMDC1をサイレンシングしたヒト細胞では、放射線感受性が高い、S期内チェックポイントやG2/Mチェックポイントを開始することができない、電離放射線照射によるfociの形成を行うことができない、二本鎖切断応答に関与するキナーゼ（ATM、CHK1、CHK2）によるリン酸化が乏しい、相同組換えの欠陥、といった現象が観察される。MDC1をサイレンシングしたヒト細胞では、ランダムなプラスミドの組み込み、アポトーシスの低下、有糸分裂の遅れも観察される。

## 相互作用
MDC1は次に挙げる因子と相互作用することが示されている。
- APC/C
- ATM
- CHEK2[12]
- γH2AX
- H2AFX[6][13]
- MRE11A[13]
- NBS1
- RAD51
- RNF8
- TOP2A（英語版）
- p53
- MDM2

MDC1は核内でmRNAやポリアデニル化RNAにも結合する。

## タンパク質構造
MDC1はN末端からC末端へ次の順にドメインが並んでいる。
- FHAドメイン（英語版） - 54番から105番まで
- SDTドメイン - 218番から460番まで
- TQXFドメイン - 699番から768番まで
- PSTドメイン - 1141番から1662番まで
- BRCTドメイン（英語版） - 1891番から2082番まで

### FHAドメイン
他のDNA損傷応答因子のFHAドメインとは異なり、MDC1のFHAドメインは十分な特性解析がなされていない。二本鎖切断修復、S期内チェックポイントやG2/M期チェックポイントへの関与が示唆されているが、具体的な機構は未解明である。MDC1のFHAドメインは、ATM、CHK2、RAD51などと相互作用すると推測されている。

### SDTドメイン
SDTドメインはリン酸化されている場合にはMRN複合体（MRE11/RAD50/NBS1から構成される）に結合することができ、二本鎖切断が生じたクロマチンに対するMRN複合体の結合の維持を担っている。このドメインはMRN複合体のNBS1とともに、S期内チェックポイントやG2/M期チェックポイントの活性化に必要であるが、チェックポイント制御の分子機構は未解明である。

### TQXFドメイン
TQXFドメインは、スレオニン-グルタミン、そして+3位にフェニルアラニンという配列（TQXFリピート）が4つ存在することによって特徴づけられる。ATMはこのドメインをリン酸化し、RNF8への結合を可能にする。このMDC1-RNF8間の共役は、RNF168、53BP1、BRCA1など他のDNA損傷修復因子のリクルートを促進する。TQXFドメインはG2/M期チェックポイントを適切に通過するために重要であるが、MDC1とRNF8がどのようにチェックポイントを調節しているかは未解明である。

### PSTドメイン
PSTドメインは、プロリン-セリン-スレオニンのリピート配列から構成される。このドメインは相同組換えや非相同末端結合によるDNA修復に関与しているが、損傷DNAの修復を促進する機構は不明である。

### BRCTドメイン
MDC1のBRCTドメインは、損傷クロマチンのγH2AXに直接結合する。BRCTドメインは、リンカー領域を介してC末端に突出したα/βフォールド構造を形成する。このドメインはγH2AX上のモチーフであるグルタミン酸、チロシンが続くリン酸化セリンに選択的に結合する。BRCTドメインは、サイクリンの分解をもたらすE3ユビキチンリガーゼである後期促進複合体（APC/C）にも結合する。また、TOP2Aに結合することで複製終結時のdecatenation checkpointの調節に関与する。このチェックポイントは、姉妹クロマチンが完全に分離するまで細胞周期をG2期に維持する。BRCTドメインはp53とも相互作用し、p53のトランス活性化ドメインを遮断することでp53を阻害するとともに、MDM2によるp53の不活性化を補助する。

## 調節
MDC1はAKT1によって間接的にダウンレギュレーションされる。AKT1はmiR-22の発現を活性化し、miR-22はMDC1のmRNAの3'末端を標的として翻訳を阻害する。AKT1の異常な過剰発現は乳がん、肺がん、前立腺がんなどいくつかのがんで観察され、MDC1の産生の低下を引き起こし、ゲノムの不安定化と腫瘍形成能の増加をもたらす。

## がんにおける役割
MDC1はがん抑制遺伝子であると推定されている。マウスでのノックアウト研究では、MDC1の喪失による腫瘍発生の増加が示されている。MDC1タンパク質濃度の低下は、乳がんや肺がんの多くで観察される。肺がん細胞株（A549細胞）、食道がん細胞株（TE11、YES2、YES5）、子宮頸がん細胞株（HeLa、SiHa、CaSki）などさまざまなヒトがん細胞株での研究において、siRNAによって内在性MDC1タンパク質濃度を低下させることで抗がん剤（ドキソルビシンやシスプラチン）に対する感受性が高まることが示されている。細胞周期チェックポイント、DNA損傷修復、p53による腫瘍抑制など、がん細胞で異常が生じることが多いいくつかの経路にMDC1は関与しているため、MDC1を標的としたがん治療は強力な放射線増感作用や化学療法増感作用をもたらす可能性がある。

## 関連文献
- “MDC1/NFBD1: a key regulator of the DNA damage response in higher eukaryotes”. DNA Repair (Amst.) 3 (8–9):  953–957. (2005). doi:10.1016/j.dnarep.2004.03.007. PMID 15279781.
- “Prediction of the coding sequences of unidentified human genes. V. The coding sequences of 40 new genes (KIAA0161-KIAA0200) deduced by analysis of cDNA clones from human cell line KG-1”. DNA Res. 3 (1):  17–24. (1996). doi:10.1093/dnares/3.1.17. PMID 8724849.
- “NFBD1, a novel nuclear protein with signature motifs of FHA and BRCT, and an internal 41-amino acid repeat sequence, is an early participant in DNA damage response”. J. Biol. Chem. 278 (8):  6323–6329. (2003). doi:10.1074/jbc.M210749200. PMID 12475977.
- “NFBD1/KIAA0170 is a chromatin-associated protein involved in DNA damage signaling pathways”. J. Biol. Chem. 278 (10):  8795–8803. (2003). doi:10.1074/jbc.M211392200. PMID 12499369.
- “NFBD1, like 53BP1, is an early and redundant transducer mediating Chk2 phosphorylation in response to DNA damage”. J. Biol. Chem. 278 (11):  8873–8876. (2003). doi:10.1074/jbc.C300001200. PMID 12551934.
- “MDC1 is required for the intra-S-phase DNA damage checkpoint”. Nature 421 (6926):  952–956. (2003). Bibcode: 2003Natur.421..952G. doi:10.1038/nature01445. PMID 12607003.
- “MDC1 is coupled to activated CHK2 in mammalian DNA damage response pathways”. Nature 421 (6926):  957–961. (2003). Bibcode: 2003Natur.421..957L. doi:10.1038/nature01447. PMID 12607004.
- “Mediator of DNA damage checkpoint protein 1 regulates BRCA1 localization and phosphorylation in DNA damage checkpoint control”. J. Biol. Chem. 278 (16):  13599–13602. (2003). doi:10.1074/jbc.C300060200. PMID 12611903.
- “NFBD1/MDC1 regulates ionizing radiation-induced focus formation by DNA checkpoint signaling and repair factors”. FASEB J. 17 (13):  1842–1848. (2003). doi:10.1096/fj.03-0310com. PMID 14519663.
- “Phosphopeptide binding specificities of BRCA1 COOH-terminal (BRCT) domains”. J. Biol. Chem. 278 (52):  52914–52918. (2004). doi:10.1074/jbc.C300407200. PMID 14578343.
- “53BP1 and NFBD1/MDC1-Nbs1 function in parallel interacting pathways activating ataxia-telangiectasia mutated (ATM) in response to DNA damage”. Cancer Res. 63 (24):  8586–91. (2004). PMID 14695167.
- “Mdc1 couples DNA double-strand break recognition by Nbs1 with its H2AX-dependent chromatin retention”. EMBO J. 23 (13):  2674–2683. (2005). doi:10.1038/sj.emboj.7600269. PMC 449779. PMID 15201865.
- “Large-scale characterization of HeLa cell nuclear phosphoproteins”. Proc. Natl. Acad. Sci. U.S.A. 101 (33):  12130–12135. (2004). Bibcode: 2004PNAS..10112130B. doi:10.1073/pnas.0404720101. PMC 514446. PMID 15302935.
- “MDC1 regulates DNA-PK autophosphorylation in response to DNA damage”. J. Biol. Chem. 279 (45):  46359–46362. (2004). doi:10.1074/jbc.C400375200. PMID 15377652.
- “NIMA-related protein kinase 1 is involved early in the ionizing radiation-induced DNA damage response”. Cancer Res. 64 (24):  8800–8803. (2005). doi:10.1158/0008-5472.CAN-04-2243. PMID 15604234.